# علاج الواقع الافتراضي
علاج الواقع الافتراضي (بالإنجليزية: Virtual reality therapy، واختصارًا: VRT)، والمعروف أيضًا باسم العلاج بالواقع الافتراضي، أو العلاج بالمحاكاة، أو علاج التعرض للواقع الافتراضي، أو المحوسب، هو استخدام تقنية الواقع الافتراضي (تجربة محاكاة تشبه أو تختلف عن العالم الحقيقي) للعلاج النفسي أو العلاج المهني، والتأثير في إعادة التأهيل الظاهري.
يتنقل المرضى الذين يتلقون علاجًا للواقع الافتراضي عبر البيئات التي أُنشئت رقميًا ويكملون مهامًا مصممة خصوصًا غالبًا لعلاج مرض معين. تتراوح التكنولوجيا من جهاز كومبيوتر بسيط ولوحة مفاتيح إلى سماعة واقع افتراضي حديثة (جهاز عرض يُلبس على الرأس أو جزءًا من خوذة). يُستخدم على نطاق واسع شكلًا بديلًا للعلاج بالتعرض (هو تقنية في العلاج السلوكي لعلاج اضطرابات القلق)، إذ يتفاعل المرضى مع العروض الافتراضية غير المؤذية للمنبهات المؤلمة لتقليل استجابات الخوف. لقد ثبت أنه فعال خصوصًا في علاج اضطراب ما بعد الصدمة. واستُخدم لمساعدة مرضى السكتة الدماغية على استعادة السيطرة على العضلات، وعلاج الاضطرابات الأخرى مثل تشوه الجسم (هو اضطراب عقلي يتميز بوجود وسواس أن بعض جوانب مظهر الشخص يعاني عيوبًا شديدة، ومن ثم يستدعي اتخاذ تدابير استثنائية لإخفاء أو إصلاح الجزء المشوه)، وتحسين المهارات الاجتماعية فيمن شُخصوا بالتوحد (هو اضطراب في النمو يتميز بصعوبات في التفاعل الاجتماعي والتواصل، وبسلوك مقيد ومتكرر).

## الوصف
يستخدم علاج الواقع الافتراضي أجهزة كومبيوتر مبرمجة خصوصًا وأجهزة غمر بصري وبيئات مصطنعة لمنح المريض تجربة محاكاة يمكن استخدامها لتشخيص وعلاج الحالات النفسية التي تسبب صعوبات للمرضى. في كثير من حالات الرهاب (هو نوع من اضطراب القلق يعرف بالخوف المستمر والمفرط من شيء أو موقف) البيئي، يُنفذ عادةً رد الفعل على المخاطر المتصورة، مثل المرتفعات، والتحدث في الأماكن العامة، والطيران، والأماكن القريبة، من طريق المحفزات البصرية والسمعية. في العلاجات القائمة على الواقع الافتراضي، يُعد العالم الافتراضي وسيلةً لتوفير محفزات اصطناعية خاضعة للرقابة في سياق العلاج، مع وجود معالج قادر على مراقبة رد فعل المريض.
على عكس العلاج السلوكي (هو تدخل نفسي اجتماعي يهدف إلى تحسين الصحة العقلية) المعرفي التقليدي، قد يشمل العلاج القائم على الواقع الافتراضي تعديل البيئة الافتراضية، مثل إضافة روائح محددة أو إضافة اهتزازات وتعديلها، والسماح للطبيب بتحديد المحفزات ومستويات التحفيز لكل تفاعل للمريض. قد تسمح أنظمة العلاج المستندة إلى الواقع الافتراضي بإعادة عرض المشاهد الافتراضية، مع أو دون تعديل، ليعتاد المريض مثل هذه البيئات. يستطيع المعالجون الذين يطبقون علاج التعرض بالواقع الافتراضي، تمامًا كمن يطبقون العلاج بالتعرض في الجسم الحي، أن يأخذوا أحد النهجين فيما يتعلق بكثافة التعرض. يُسمى النهج الأول الفيضان (هو من أشكال العلاج السلوكي وإزالة الحساسية -أو علاج التعرض- بناءً على مبادئ تكييف الاستجابة)، الذي يشير إلى النهج الأكثف إذ تُقدم المحفزات التي تنتج أكبر قدر من القلق أولًا.
بالنسبة إلى الجنود الذين طوروا اضطراب ما بعد الصدمة بسبب القتال، قد يعني هذا أولًا تعريضهم لمشهد واقعي افتراضي لإصابتهم أو إصابة زملائهم من القوات، متبوعًا بمحفزات أقل ضغطًا مثل أصوات الحرب فقط. أما ما يُشار إليه بالتعرض التدريجي (هو نوع من العلاج السلوكي الذي طوره الطبيب النفسي الجنوب إفريقي جوزيف ولب)، فيأخذ نهجًا أكثر استرخاءً، إذ تُقدم المحفزات الأقل إيلامًا أولًا.
التعرض للواقع الافتراضي، مقارنةً بالتعرض في الجسم الحي، له ميزة توفير تجربة حية للمريض، دون المخاطر أو التكاليف المرتبطة بها. الواقع الافتراضي يبشر بالنجاح إذ ينتج تاريخيًا «علاجًا» نحو 90٪ من الوقت بما يقرب من نصف تكلفة العلاج السلوكي المعرفي التقليدي، وهو واعد خصوصًا في علاج اضطراب ما بعد الصدمة، فببساطة ليس هناك ما يكفي من الأطباء النفسيين لعلاج جميع قدامى المحاربين الذين يعانون اضطرابات القلق (هي مجموعة من الاضطرابات النفسية تتميز بمشاعر القلق والخوف) المرتبطة بخدمتهم العسكرية وفقًا للتشخيص.
حديثًا، أُحرز بعض التقدم في مجال طب الواقع الافتراضي. الواقع الافتراضي هو انغمار كامل للمريض في عالم افتراضي بوضع سماعة رأس مزودة بشاشة LED متصلة بعدسات سماعة الرأس. هذا يختلف عن التطورات الأخيرة في الواقع المعزز، الذي يعزز البيئة غير الاصطناعية بتقديم عناصر اصطناعية لتصور المستخدم للعالم، ما يزيد الواقع الحالي أو القائم ويستخدم عناصر افتراضية للبناء اعتمادًا على البيئة الحالية. يشكل الواقع المعزز فوائد إضافية، وأثبت أنه وسيط يستطيع به الأفراد الذين يعانون رهابًا محددًا أن يتعرضوا بأمان لكائن (هدف) خوفهم، دون التكاليف المرتبطة ببرمجة بيئات افتراضية كاملة. ومن ثم، يقدم الواقع المعزز بديلًا فعالًا لبعض العلاجات القائمة على التعرض الأقل فائدة.

## التاريخ
كان علاج الواقع الافتراضي رائدًا، وتم تسميته في الأصل بواسطة ماكس نورث وتم توثيقه في أول منشور معروف (البيئة الافتراضية والاضطرابات النفسية، ماكس م. نورث، وسارة م. نورث، المجلة الإلكترونية للثقافة الافتراضية، يوليو 1994)، ثم إتمام أطروحة الدكتوراه سنة 1995 (بدأ سنة 1992)، متبوعًا بأول كتاب VRT نُشر سنة 1996 (علاج الواقع الافتراضي، نموذج مبتكر، ماكس نورث، سارة نورث، وجوزيف ر. كوبل، 1996). بدأ عمله الرائد في مجال تكنولوجيا الواقع الافتراضي في وقت مبكر سنة 1992 بكلية أبحاث في جامعة كلارك أتلانتا بدعم من تمويل مختبر أبحاث الجيش الأمريكي.
استكشاف مبكر (1993-1994) قام به رالف لامسون خريج جامعة كاليفورنيا الجنوبية ثم في مجموعة القيصر الدائم (أكبر منظمة رعاية صحية خاصة في الولايات المتحدة) للطب النفسي.
بدأ لامسون نشر عمله سنة 1993. بوصفه طبيبًا نفسيًا، كان أكثر اهتمامًا بالجوانب الطبية والعلاجية، أي كيفية علاج الأشخاص باستخدام التكنولوجيا بدلًا من الجهاز، الذي حصل عليه من قسم Inc. ذكرت دورية علم النفس اليوم سنة 1994 أن هذه العلاجات كانت ناجحة في نحو 90٪ من مرضى لامسون للعلاج النفسي الافتراضي. كتب لامسون سنة 1993 كتابًا بعنوان العلاج الافتراضي، نُشر سنة 1997، واضعًا شرحًا تفصيليًا لأسس نجاح علاج الواقع الافتراضي. في 1994-1995، قام بحل رهابه الخاص باستخدام اختبار لمحاكاة الواقع الافتراضي التابعة لجهة خارجية (طرف ثالث)، ثم أعد اختبارًا لـ 40 مريضًا بتمويل من القيصر الدائم. بعد ذلك بوقت قصير، في 1994-1995، بدأ لاري هودجز، عالم الكومبيوتر في معهد جورجيا للتكنولوجيا النشط في الواقع الافتراضي، دراسة العلاج بالواقع الافتراضي بالتعاون مع ماكس نورث، الذي أبلغ عن سلوك غير طبيعي في محاكاة الواقع الافتراضي للسجادة الطائرة، وعزا ذلك إلى استجابة مرهوبة أو رهاب من طبيعة غير معروفة. حاول هودجز توظيف لامسون دون نجاح عام 1994، وبدلًا من ذلك بدأ العمل مع باربارا روثبوم، وهي عالمة نفس في جامعة إيموري (جامعة بحثية خاصة في أتلانتا، جورجيا) لاختبار VRT على مجموعة الضبط، حيث حقق نجاحًا يقدر بنحو 70٪ من بين 50٪ من الأشخاص الذين أكملوا برنامج الاختبار.[بحاجة لمصدر]
سنة 2005، بدأ سكايب ريزو من معهد USC للتكنولوجيا الإبداعية، بتمويل بحثي من مكتب الأبحاث البحرية (ONR)، في التحقق من صحة أداة أنشأها باستخدام ميزة أو أصول من لعبة Full Spectrum Warrior لعلاج اضطراب ما بعد الصدمة. تم تقييم وتحسين علاج الواقع الافتراضي العراقي لاحقًا بتمويل من ONR بدعم من الأفضل عمليًا، مؤسسة Inc. وتدعم تطبيقات العلاج القائم على الواقع الافتراضي لرهاب الهواء، ورهاب المرتفعات، ورهاب اللمعان، وتعاطي المخدرات. أثبت علاج الواقع الافتراضي العراقي نجاحه في علاج أكثر من 70٪ ممن يعانون اضطراب ما بعد الصدمة، وقد أصبح ذلك علاجًا مقبولًا لدى جمعية القلق والاكتئاب الأمريكية (منظمة أمريكية غير ربحية مكرسة لزيادة الوعي وتحسين التشخيص والعلاج وعلاج اضطرابات القلق لدى الأطفال والبالغين). ومع ذلك، واصلت وزارة شؤون المحاربين القدامى تأكيد علاج التعرض طويل الأمد التقليدي (شكل من أشكال العلاج السلوكي والعلاج السلوكي المعرفي المصمم لعلاج اضطراب ما بعد الصدمة)، وقد اكتسبت العلاجات القائمة على الواقع الافتراضي اعتمادًا محدودًا فقط، رغم الترويج النشط من قبل وزارة الدفاع الأمريكية، ومع أن تكلفة VRT أقل بكثير ومعدلات نجاحها أعلى. تجري حاليًا دراسة تمولها ONR بقيمة 12 مليون دولار أمريكي لمقارنة فعالية الطريقتين، PET (التصوير المقطعي بالإصدار البوزيتروني) وVRT. أنشأت المختبرات العسكرية بعد ذلك العشرات من مختبرات VRT ومراكز العلاج لعلاج اضطراب ما بعد الصدمة PTSD (اضطراب عقلي قد يتطور بعد تعرض الشخص لحدث صادم، مثل الاعتداء الجنسي أو الحرب أو التصادمات المرورية أو الاعتداء على الأطفال أو التهديدات الأخرى على حياة الشخص) ومجموعة متنوعة من الحالات الطبية الأخرى. ومن ثم أصبح استخدام VRT علاجًا نفسيًا سائدًا لاضطرابات القلق، ويُستخدم بتزايد في علاج الاضطرابات المعرفية الأخرى المرتبطة بالحالات الطبية المختلفة مثل الإدمان والاكتئاب والأرق.